# Iglesia de San Francisco (Ferrara)
La iglesia de San Francisco se encuentra en la ciudad italiana de Ferrara en la vía Terranuova.
Fue construida en 1594 sobre una iglesia preexistente, utilizada por los franciscanos. El proyecto fue una de las mejores realizaciones de Biagio Rossetti.
La fachada y el edificio basilical presentan líneas típicas del Renacimiento, con las bóvedas, inspiradas por Leon Battista Alberti y pilastras de mármol que destacan sobre la pared de ladrillo.
El interior tiene tres naves que forman una cruz latina, y ocho capillas laterales. En la primera capilla de la izquierda destaca el gran fresco de la Cattura di Cristo de Il Garofalo (1524). En el mismo altar de la capilla está la escultura Cristo nel Gestemani.
El tríptico de detrás del altar, Resurrezione, Ascensione e Deposizione, es obra de Domenico Mona (1580 a 1583).

## Enterramientos

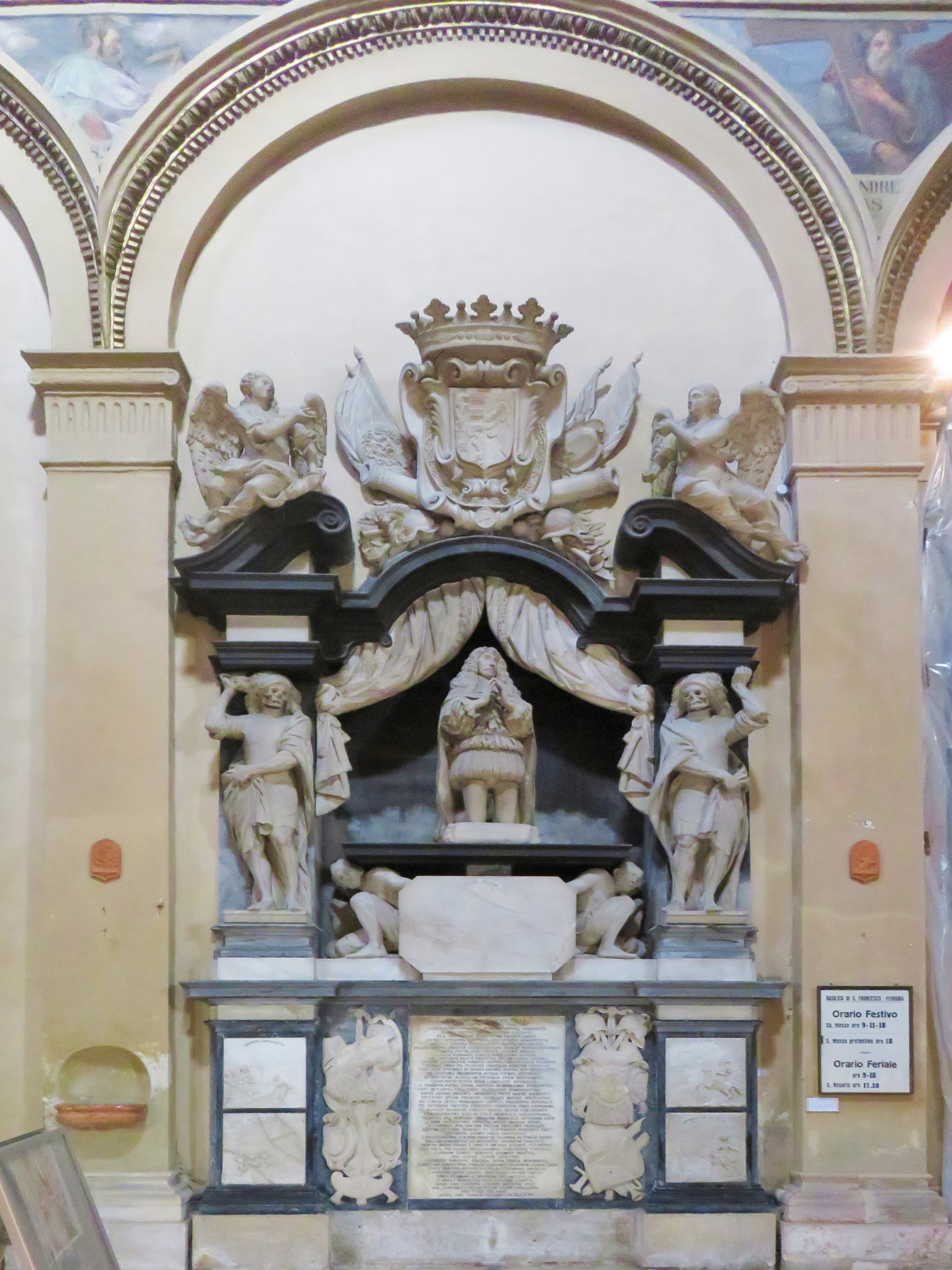
Mausoleo del marqués Ghiron Francesco Villa en San Francisco.

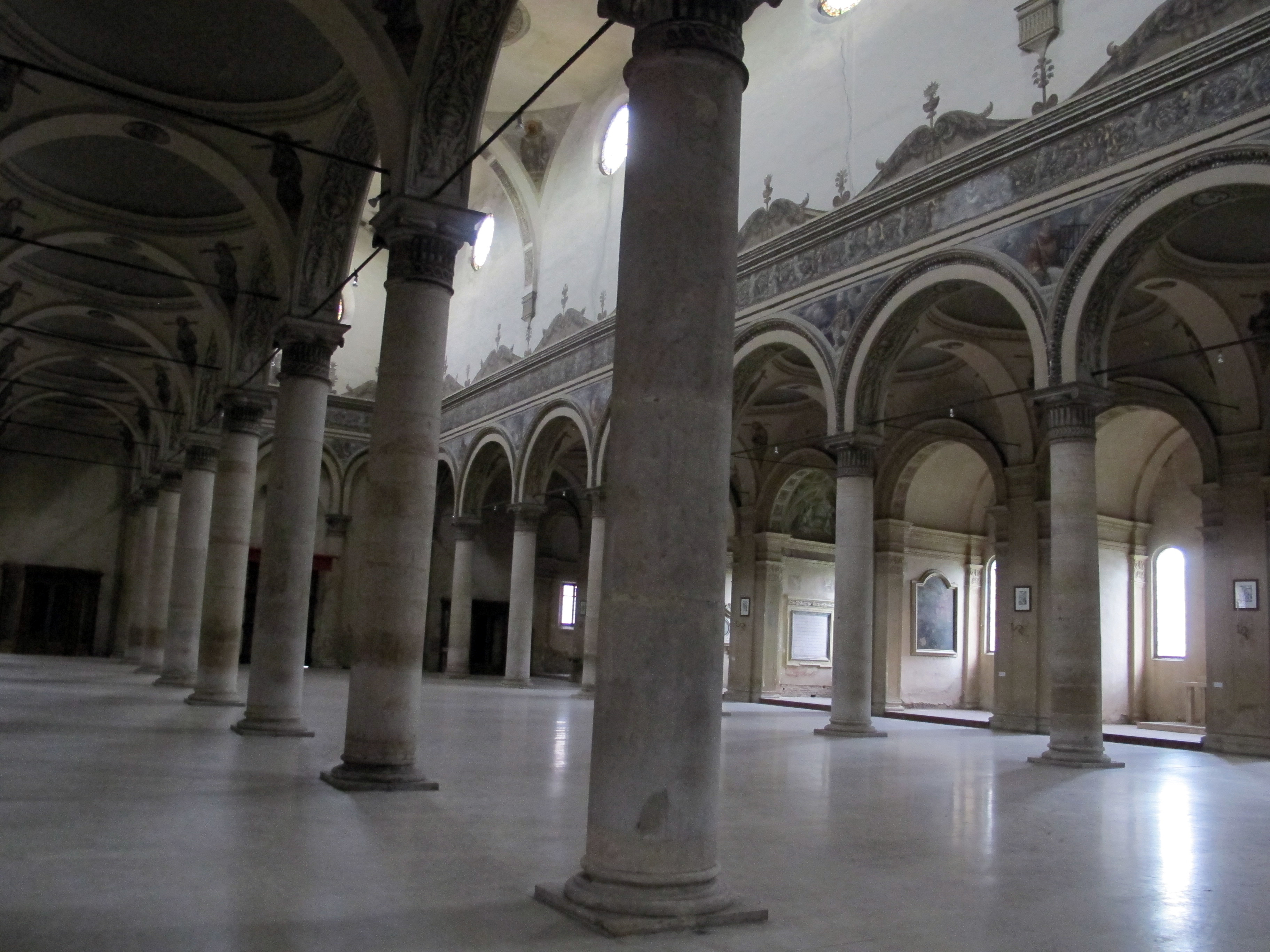
Vista de la nave interior

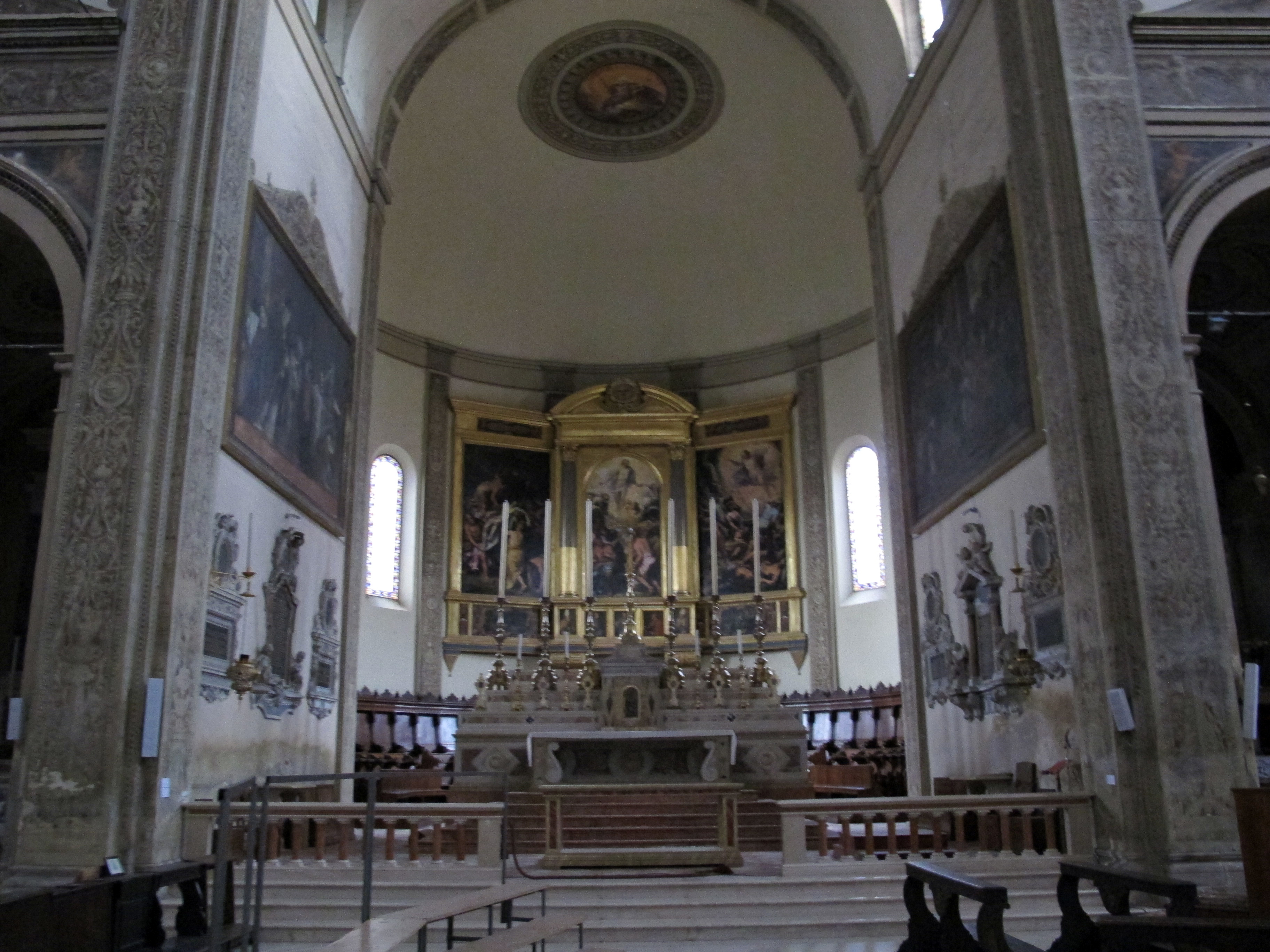
Altar principal

En la iglesia tienen sepultura varios miembros de la casa estense:
- Obizzo II de Este (1247-1293), señor de Ferrara;[3]
- Alisa de Este (?-1329), hija de Aldobrandino II de Este;
- Beatriz de Este (1268-1334), hija de Obizzo II de Este y mujer de Galeazzo I Visconti;[4]
- Parisina Malatesta (1404-1425), segunda mujer de Nicolás III de Este;[5]
- Nicolás de Este (1438-1476), hijo de Leonello de Este.

También en la iglesia está presente en el transepto derecho el imponente mausoleo del marqués y general ferrarese Ghiron Francesco Villa.
Realizado en estilo barroco y ornado con bajorrelieves que recuerdan su desempeño como general.
En el transepto izquierdo se conserva un sarcófago romano de estilo de Rávena que data del siglo V.

## Situación tras el terremoto
Tras el terremoto de Emilia de 2012 el interior, a excepción de un transepto y de una capillita adyacente, estuvo inutilizable durante mucho tiempo y cerrado al público. Actualmente son recorribles también la nave central y la lateral derecha, mientras que solo parcialmente lo es la de la izquierda.